# Dominicaanse Republiek op de Olympische Zomerspelen 2016
De Dominicaanse Republiek nam deel aan de Olympische Zomerspelen 2016 in Rio de Janeiro, Brazilië.
De selectie bestond uit 29 atleten die actief waren in elf sportdisciplines. Atleet Luguelín Santos droeg de nationale vlag tijdens de openingsceremonie. Bij de sluitingsceremonie werd hij gedragen door taekwondoka Luisito Pie, de enige medaillewinnaar op deze editie. Hij won met de bronzen medaille bij de vlieggewichten de tweede medaille in deze sport en de zevende medaille in totaal voor de Dominicaanse Republiek.

## Medailleoverzicht
| Sport     | Olympiër    | Onderdeel                 | Medaille |
| --------- | ----------- | ------------------------- | -------- |
| Taekwondo | Luisito Pie | vlieggewicht (–58 kg) (m) | Brons    |

## Deelnemers en resultaten
(m) = mannen, (v) = vrouwen 

### Atletiek
| Olympiër                                                                                    | Onderdeel              | Resultaat | Prestatie                                          |
| ------------------------------------------------------------------------------------------- | ---------------------- | --------- | -------------------------------------------------- |
| Stanly del Carmen                                                                           | 200m (m)               | 39e       | serie 10: 6de in 20,55                             |
| Yancarlos Martínez                                                                          | 200m (m)               | 65e       | serie 5: 7de in 22,97                              |
| Gustavo Cuesta                                                                              | 400m (m)               | 43e       | serie 4: 7de in 46,92                              |
| Luguelín Santos VO                                                                          | 400m (m)               | 10e       | serie 3: 2de in 45,61 halve finale 1: 4de in 44,71 |
| Yohandris Andújar Mayobanex de Óleo Stanly del Carmen Yancarlos Martínez Christopher Valdez | 4x 100 m (m)           | DSQ       | serie 1:gediskwalificeerd                          |
| Luis Charles Gustavo Cuesta Máximo Mercedes Juander Santos Luguelín Santos Yon Soriano      | 4x 400 m (m)           | 10e       | serie 2: 5de in 3.01,76                            |
|                                                                                             |                        |           |                                                    |
| Mariely Sánchez                                                                             | 200m (v)               | 47e       | serie 2: 7de in 23,39                              |
| Ana José Tima                                                                               | hink-stap-springen (m) | 27e       | kwalificatie groep B: 13de met 13,61 m             |

### Boksen
| Olympiër             | Onderdeel  | Resultaat | Prestatie                         |
| -------------------- | ---------- | --------- | --------------------------------- |
| Leonel de los Santos | –52 kg (m) | 17e       | 1ste ronde: V van VEN Finol: 0-3  |
| Héctor García        | –56 kg (m) | 17e       | 1ste ronde: V van BLR Asanov: 1–2 |

### Boogschieten
| Olympiër       | Onderdeel       | Resultaat | Prestatie                                                            |
| -------------- | --------------- | --------- | -------------------------------------------------------------------- |
| Yessica Camilo | individueel (v) | 33e       | plaatsingsronde: 64ste met 525 punten 1ste ronde V van KOR Choi: 0–6 |

### Gewichtheffen
| Olympiër           | Onderdeel | Resultaat | Prestatie                                                    |
| ------------------ | --------- | --------- | ------------------------------------------------------------ |
| Luis García        | –56kg (m) | 8e        | trekken: 9de met 118 kg stoten: 9de met 145 kg totaal: 263kg |
|                    |           |           |                                                              |
| Beatriz Pirón      | –48kg (v) | 4e        | trekken: 2de met 85kg stoten: 4de met 102kg totaal: 187kg    |
| Yuderqui Contreras | –58kg (v) | 6e        | trekken: 3de met 100kg stoten: 6de met 117kg totaal: 217kg   |

### Judo
| Olympiër     | Onderdeel | Resultaat | Prestatie |
| ------------ | --------- | --------- | --- |
| Wander Mateo | –66kg (m) | 7e        | 1ste ronde: vrij 2de ronde: W van COD Kuka: ippon 3de ronde: W van POR Oleinic: tani-otoshi kwartfinale V van JPN Ebinuma: seoi-nage herkansingen V van UZB Rishod Sobirov&Sobirov: uchi-mata |

### Paardensport
| Olympiër              | Onderdeel   | Resultaat | Prestatie                           |
| Dressuur              | Dressuur    | Dressuur  | Dressuur                            |
| --------------------- | ----------- | --------- | ----------------------------------- |
| Yvonne Losos de Muñiz | individueel | 59e       | Grand Prix: 59ste met 61,300 punten |

### Schietsport
| Olympiër        | Onderdeel | Resultaat | Prestatie                                           |
| --------------- | --------- | --------- | --------------------------------------------------- |
| Eduardo Lorenzo | trap (m)  | 20e       | kwalificatie: 20ste met 114 punten (22-22-24-24-22) |

### Taekwondo
| Olympiër            | Onderdeel | Resultaat | Prestatie |
| ------------------- | --------- | --------- | --- |
| Luisito Pie VS      | –58kg (m) | Brons     | 1ste ronde: W van GER Tuncat: walk-over kwartfinale W van POR Braganca: 4–1 halve finale V van THA Hanprab: 7–11 bronzen finale W van ESP Tortosa: 6–5 |
| Moisés Hernández    | –80kg (m) | 9e        | 1ste ronde: V van GER Güleç: 2–4 |
|                     |           |           | |
| Katherine Rodríguez | +67kg (v) | 9e        | 1ste ronde: V van MAR Dislam: 1–5 |

### Tennis
| Olympiër               | Onderdeel     | Resultaat | Prestatie                                    |
| ---------------------- | ------------- | --------- | -------------------------------------------- |
| Víctor Estrella Burgos | enkelspel (m) | 33e       | 1ste ronde: V van ITA Fognini: 6–2, 6–7, 0–6 |

### Wielersport
| Olympiër    | Onderdeel        | Resultaat | Prestatie      |
| ----------- | ---------------- | --------- | -------------- |
| Diego Milán | wegwedstrijd (m) | DNF       | niet gefinisht |

### Zwemmen
| Olympiër        | Onderdeel           | Resultaat | Prestatie              |
| --------------- | ------------------- | --------- | ---------------------- |
| Jhonny Peréz    | 100m vrije slag (m) | 52e       | serie 1: 1ste in 51,50 |
|                 |                     |           |                        |
| Dorian McMenemy | 50m vrije slag (v)  | 55e       | serie 6: 8ste in 27,37 |